# Río Bardoso
El río Bardoso es un río del noroeste de la península ibérica que discurre por la provincia de La Coruña (España). Es la cabecera derecha del río Rosende.

## Curso
Nace a 478 m entre la Pedra da Cabra y el Coto Vello, en la sierra de Montemayor, cerca de Vilariño, Montemayor (Laracha). Desemboca en la junta con el río Calvelo formando el Rosende bajo el puente de As Táboas, en la parroquia de Artes (Carballo).